# 真・恋姫†無双 〜乙女繚乱☆三国志演義〜
『真・恋姫†無双 〜乙女繚乱☆三国志演義〜』（しん・こいひめむそう おとめりょうらん さんごくしえんぎ）は、2008年12月26日にBaseSonより発売された18禁（ソフ倫審査）のパーソナルコンピュータ（PC）専用ゲームソフト。『恋姫†無双 〜ドキッ☆乙女だらけの三国志演義〜』の設定を踏襲した新たな物語である。
なお、説明の便宜上、本項では『恋姫†無双 〜ドキッ☆乙女だらけの三国志演義〜』を「前作」と称する。

## 概要
前作と同じく、三国志の世界を舞台としたアドベンチャーゲームであり、三国志で登場する武将をはじめとした登場人物がほぼ全員女性として登場する。2010年7月23日にはファンディスク『真・恋姫†無双 〜萌将伝〜』が発売されている。
家庭用ゲーム機向けには、イエティよりPlayStation Portable（PSP）専用ソフト『真・恋姫†夢想 〜乙女繚乱☆三国志演義〜』として「呉編」（2010年9月22日発売）、「魏編」（2010年10月28日発売）、「蜀編」（2010年11月25日発売）の3バージョンに分かれて発売された。また、2011年11月10日には数回の発売延期を経てPlayStation 2（PS2）版が発売された（タイトルは同じ）。PS2版はPSP版3バージョンを1つのディスクに移植したものであり、基本的な仕様はPSP版に準ずる。同ハードにおける単独で動く最後の日本向け新作ソフトである。
萌えゲーアワード2009大賞部門金賞受賞。
積極的なメディアミックス展開がされており、2009年8月発売の『月刊コンプエース』10月号よりあかりりゅりゅ羽による漫画版が連載開始したのを皮切りに、2009年10月から12月にかけてはテレビアニメ版『真・恋姫†無双』が放送され、翌年の2010年4月から6月にかけては第2期『真・恋姫†無双 〜乙女大乱〜』が放送された。2011年10月発売の『月刊アルカディア』2011年12月号から幸宮チノによる4コマ漫画作品『恋姫☆ようちえん』が連載されている。

## ゲームの流れ
前作同様、通常パートと戦闘パート、そして女性キャラと親交を深めるイベントパートに分かれている。
前作と大きく違う点は、前作では主人公は強制的に蜀（に相当する勢力）に所属となったが、今作では当初から、魏、呉、蜀のいずれかの勢力に所属するかを選択できる。また、前作同様に蜀に所属するとしても、前作では登場しなかった蜀の君主である劉備が登場するなど、前作とはシナリオが大幅に異なっている。
戦闘パートは前作とほぼ同様だが、異なる点として以下が挙げられる。
- 仲間になっているキャラのほとんどが戦闘に参加できる（例：蜀のストーリーの場合、前作では使えなかった呂布や董卓といったキャラも戦闘でも使える）。
- 兵数の振り分けは無くなった（将軍が騎兵・槍兵・弓兵の基本振り分け値を持っており、さらに軍師の使う陣形で対応した兵数の追加の振り分けを行う）。
- 陣形による直接的な優劣関係ならびに、陣形と軍師との相性関係が無くなり、軍師により選択できる陣形が固定された（前作のような陣形変更パートが無くなり、行動前に敵軍の陣形を見てから自軍の陣形を何度でも自由に変更できる）。

戦闘パートで敗北するとゲームオーバーとなる点、一度エンディングを迎えれば二度目からは戦闘パートをスキップさせられる点はそのまま。なお、一部の戦闘では例外的に敗北しても話が進む。
イベントパートは一緒に過ごすヒロインを選択するが、選べる回数が限られている。全てのイベントを見終わったヒロインには「完」という文字が付き、共に過ごすことはできなくなる。
本作では武将の個別エンディングはなく、所属する国別のエンディングとなるが、三国のエンディングを見終わった後に、新たな所属漢女（おとめ）が選択可能となる。

## あらすじ
ある日北郷一刀は気がつくと、見知らぬ世界にいた。そこは、三国志に登場する英雄たちが女性になっている世界だった。北郷一刀はそこで出会った女性達と共に、天下を争う戦いに巻き込まれていく。

## スタッフ
- 企画：K.バッジョ
- プロデューサー・ディレクター：K.バッジョ
- サブディレクター：とーかい林檎、かんたか、日陰影次
- アシスタントディレクター：桐原千夜、バインド・パイン、おんたま
- 原画：片桐雛太、八葉香南、かんたか、日陰影次、くわだゆうき、さえき北都、しのづかあつと
- シナリオ：K.バッジョ、神代いづみ、新井し〜な、assault、尾之上咲太、花七、播磨与一
- 音楽：たくまる、水月陵、上原一之龍

## テーマソング
オープニングテーマソング「HE∀tingSφul」
作詞 - ASUKA / 作曲・編曲 - たくまる / 歌 - 片霧烈火
蜀挿入歌「我等詠ウハ兵ノ道標」
作詞・歌 - 片霧烈火 / 作曲・編曲 - たくまる
魏挿入歌「彼方の面影」
作詞 - Kirira / 作曲・編曲 - たくまる / 歌 - KIYO
呉挿入歌「あさきゆめみし」
作詞 - ASUKA / 作曲・編曲 - たくまる / 歌 - 茶太
エンディングテーマソング「志在千里 〜恋姫喚作百花王〜 【Piano Arrange】」
作詞 - K.バッジョ / 作曲・編曲 - たくまる / 歌 - 茶太

## 関連商品

### CD
真・恋姫†無双サウンドトラックCD 天下三琴
BaseSon 2009年1月23日発売
真・恋姫†無双 キャラクターソングCD
デュオによるキャラクターソングとミニドラマを収録
ARIELWAVEレーベル
Vol.1 劉備×曹操：2009年5月8日発売
Vol.2 諸葛亮×鳳統：2009年5月8日発売
Vol.3 孫権×周泰：2009年6月12日発売
Vol.4 袁術×張勲：2009年7月10日発売
Vol.5 貂蝉×卑弥呼：2009年9月25日発売
真・恋姫†無双 キャラクターソングアルバム
それぞれソロバージョンのキャラクターソングと新規楽曲を収録
ARIELWAVEレーベル 2009年9月25日発売

### 書籍

#### ビジュアルブック
真・恋姫†無双〜乙女繚乱☆三国志演義〜パーフェクトビジュアルブック
アスキー・メディアワークス発行 電撃G's magazine編集部編集 2009年6月 ISBN 978-4-04-867888-9
真･恋姫†夢想 キャラクターガイドブック
恋姫†無双 〜ドキッ☆乙女だらけの三国志演義〜#書籍を参照。

#### コミック
真・恋姫†無双 〜乙女繚乱☆三国志演義〜
角川書店 角川コミックス・エース発行
原作：BaseSon 著者：あかりりゅりゅ羽
『月刊コンプエース』にて2009年10月号から2012年11月号まで連載。
※1話で一刀が桃香たちと出会い行動を共にしていくなど、蜀ルートをベースとしてスタートしたが、話が進むにつれ蜀→魏→呉とメインとなる国が変わっていく。そのため、蜀ルートでは戦死しない雪蓮が暗殺されるなどすべてのルートの要素が混在している。
第1巻：2010年3月26日発売 ISBN 978-4-04-715415-5
第2巻：2010年6月26日発売 ISBN 978-4-04-715469-8
第3巻：2011年1月26日発売 ISBN 978-4-04-715606-7
第4巻：2012年1月23日発売 ISBN 978-4-04-120095-7
第5巻：2012年10月25日発売 ISBN 978-4-04-120453-5
真・恋姫†無双 〜孫呉愛史〜
角川書店発行 角川コミックス・エース発行
原作：BaseSon 漫画：むこうじまてんろ
『コンプティーク』にて2010年3月号から2011年3月号まで連載。
※副題どおり呉ルートをベースとしているが、ストーリー展開は多少異なる。
第1巻：2010年8月10日発売 ISBN 978-4-04-715497-1
第2巻：2011年3月10日発売 ISBN 978-4-04-715648-7
真・恋姫†無双 外史 〜流星ガ紡グ物語〜
エンターブレイン発行 ファミ通クリアコミックス発行
原作：BaseSon 漫画：むこうじまてんろ ストーリー原案：小林正親
『ファミ通コミッククリア』2010年2月26日から2011年2月25日まで連載。
※下記の小説版「蜀書・外史 〜荒野の決戦!」のコミカライズ版であるが、小説では出番の少ないキャラの出番が増加していたり、劉豹の性別が女性に変更されているなど小説版と異なる展開が複数ある。
第1巻：2010年9月1日発売 ISBN 978-4-04-726751-0
第2巻：2011年4月15日発売 ISBN 978-4-04-727228-6
恋姫☆ようちえん
エンターブレイン発行 ファミ通クリアコミックス発行
漫画：幸宮チノ
『月刊アルカディア』2011年12月号（139号）から2014年4月号（162号）までと『ARCADIAブログ アーケード魂』にて連載。
※スピンオフ4コマ漫画。
第1巻：2012年6月15日発売 ISBN 978-4-04-727996-4
第2巻：2013年3月15日発売 ISBN 978-4-04-728703-7
第3巻：2014年3月15日発売 ISBN 978-4-04-729451-6

#### アンソロジーコミック
マジキュー4コマ 真・恋姫†無双
エンターブレイン発行
1. 2009年3月25日 ISBN 978-4-7577-4692-3
2. 2009年6月11日 ISBN 978-4-7577-4905-4
3. 2009年7月25日 ISBN 978-4-7577-5000-5
4. 2009年9月18日 ISBN 978-4-04-726006-1
5. 2009年11月26日 ISBN 978-4-04-726122-8
6. 2010年1月29日 ISBN 978-4-04-726281-2
7. 2010年3月25日 ISBN 978-4-04-726404-5
8. 2010年5月24日 ISBN 978-4-04-726551-6
9. 2010年7月24日 ISBN 978-4-04-726661-2

真・恋姫†無双 コミックアンソロジー
一迅社発行　
1. 2009年5月25日 ISBN 978-4-7580-0493-0
2. 2009年7月25日 ISBN 978-4-7580-0502-9
3. 2009年8月15日 ISBN 978-4-7580-0512-8
4. 2009年10月24日 ISBN 978-4-7580-0517-3
5. 2009年12月25日 ISBN 978-4-7580-0528-9
6. 2010年2月25日 ISBN 978-4-7580-0541-8
7. 2010年4月24日 ISBN 978-4-7580-0549-4
8. 2010年6月25日 ISBN 978-4-7580-0558-6
9. 2010年8月25日 ISBN 978-4-7580-0587-6

- 天国志 天野うずら 真・恋姫†無双シリーズ作品集
  - 2015年7月25日発売 ISBN 978-4-7580-0865-5

アンソロジーに掲載された内天野うずらの作品の総集編。
- 甘詩選集 高原由 真・恋姫†無双シリーズ作品集
  - 2015年7月25日発売 ISBN 978-4-7580-0864-8

アンソロジーに掲載された内高原由の作品の総集編。
真・恋姫†無双 外史祭典
エンターブレイン発行
1. 2012年12月24日発売 ISBN 978-4-0472-8585-9
2. 2013年2月25日発売 ISBN 978-4-0472-8711-2
3. 2013年3月25日発売 ISBN 978-4-0472-8775-4
4. 2013年6月24日発売 ISBN 978-4-0472-9040-2
5. 2013年9月23日発売 ISBN 978-4-0472-9135-5
6. 2013年12月24日発売 ISBN 978-4-0472-9334-2
7. 2014年3月24日発売 ISBN 978-4-0472-9546-9
8. 2014年6月25日発売 ISBN 978-4-0472-9742-5
9. 2014年9月24日発売 ISBN 978-4-0472-9905-4
10. 2015年2月25日発売 ISBN 978-4-0473-0225-9

- 真・恋姫†無双  杉山ユキ 作品集 KHCHANGE!
  - 2016年1月25日発売 ISBN 978-4-0473-0937-1

アンソロジーに掲載された内杉山ユキの作品の総集編。
- 真・恋姫†無双  幸宮チノ 作品集 ひみつの華蝶ちゃん
  - 2016年1月25日発売 ISBN 978-4-0473-0940-1

アンソロジーに掲載された内幸宮チノの作品の総集編。
- 真・恋姫†無双  とく村長 作品集 翼のはえたえんじぇる♪
  - 2016年2月25日発売 ISBN 978-4-0473-0968-5

アンソロジーに掲載された内とく村長の作品の総集編。
- 真・恋姫†無双  名苗秋緒 作品集 北郷学園 乙女キャンパス
  - 2016年2月25日発売 ISBN 978-4-0473-0967-8

アンソロジーに掲載された内名苗秋緒の作品の総集編。
真・恋姫†無双～英雄譚～コミックアンソロジー
一迅社発行　
1. 2015年9月25日発売 ISBN 978-4-7580-0870-9
2. 2015年11月25日発売 ISBN 978-4-7580-0881-5
3. 2016年1月25日発売 ISBN 978-4-7580-0889-1

#### 小説
真・恋姫†無双 〜乙女繚乱☆三国志演義 蜀書・外史 〜荒野の決戦!
エンターブレイン ファミ通文庫発行
原作：BaseSon 著者：小林正親　イラスト：片桐雛太、かんたか、他 2009年5月30日 ISBN 978-4-7577-4892-7
真・恋姫†無双 〜乙女繚乱☆三国志演義 呉書・外史 〜海戦!邪馬台国
エンターブレイン ファミ通文庫発行
原作：BaseSon 著者：小林正親　イラスト：日陰影次、片桐雛太、他 2009年10月30日 ISBN 978-4-0472-6095-5
真・恋姫†無双 〜乙女繚乱☆三国志演義 魏書・外史 〜胡蝶の酔夢!
エンターブレイン ファミ通文庫発行
原作：BaseSon 著者：小林正親　イラスト：日陰影次、片桐雛太、他 2010年4月30日 ISBN 978-4-0472-6545-5

### ケータイメニュー
2009年6月23日よりホーゲットの萌っ娘きせかえ☆にてケータイメニューが配信。
2010年4月28日よりアイロゴスのゲーマーズモバイル・アニメ&ゲームきせかえにてケータイメニューが配信。

### ソーシャルゲーム
真・恋姫†夢想〜乙女乱舞〜
2014年11月4日よりソーシャルゲームとしてフィーチャーフォンとスマートフォン向けにMobageで提供された。2015年2月26日にはmixiにて、2016年3月24日にはGREEでも提供された。提供はさくらソフトとネクストン。
ブラウザゲームの『Web恋姫†夢想』のように名称は『～夢想』であるが、途中変更ではなくリリース時からこのタイトルである。
さくらソフトが経営破綻したことに伴い、2021年にサービス終了。
真・恋姫†夢想 天下統一伝
恋姫†無双 〜ドキッ☆乙女だらけの三国志演義〜#ブラウザゲームを参照。

## 他作品とのコラボレーション
3D生活空間サービス『ai sp@ce』とのコラボレーションシリーズでアバター衣装が、第3弾と第10弾で販売された。
また、前作や、テレビアニメ版でも各々コラボレーションを行っている。